# كرة العصا الأصلية في أمريكا الشمالية

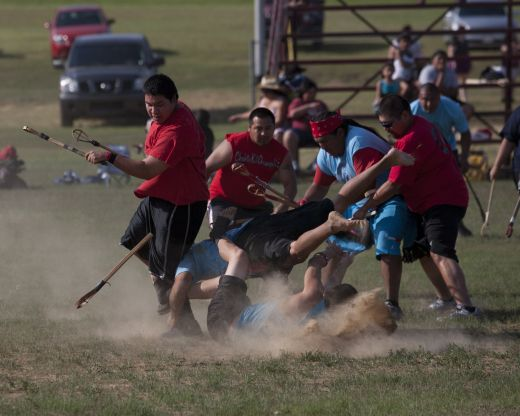
فريفات يتنافسان في لعبة كرة العصا.

كرة العصا الأصليّة في أمريكا الشمالية؛ هي رياضة جماعيّة تُلعب عادةً في ملعب مفتوح حيث يحاول كل فريق من الّلاعبين باستخدام عصاتين التّحكم في الكرة وإطلاقها على مرمى الفريق المنافس. تشترك في أوجه التّشابه مع لعبة اللاكروس. في استخدام العصا، "تستخدم الفرق المتعارضة العصيّ المصنوعة يدويًّا أو الكابوكا، وكرة جلدية منسوجة، أو توا. يحاول كل فريق دفع الكرة إلى أسفل الملعب إلى مرمى الفريق الآخر باستخدام العصي فقط، وعدم لمس الكرة أو رميها بأيديهم أبدًا. يتم تسجيل النقاط عندما يضرب اللاعب الكرة في مرمى الفريق المنافس."
العديد من القبائل الأمريكيّة الأصليّة مثل الشّيروكي، تشيكاسو، تشوكتاو، موسكوجي، سيمينول ويوتشي تلعب هذه الرياضة.  نظم شيوخ القبائل ألعاب كرة العصا لتسوية النزاعات بطريقة سلمية.
لعبة اللاكروس هي تقليد ينتمي إلى قبائل شمال الولايات المتّحدة وكندا؛ من ناحية أخرى، تستمر لعبة كرة العصا في أوكلاهوما وأجزاء من جنوب شرق الولايات المتذحدة حيث نشأت اللعبة. على الرّغم من أنّ أوّل كتابة مسجّلة حول موضوع كرة العصا لم تكن حتى منتصف القرن الثامن عشر، هناك دليل على أن اللعبة قد تم تطويرها ولعبها قبل ذلك بمئات السنين.

## تاريخ

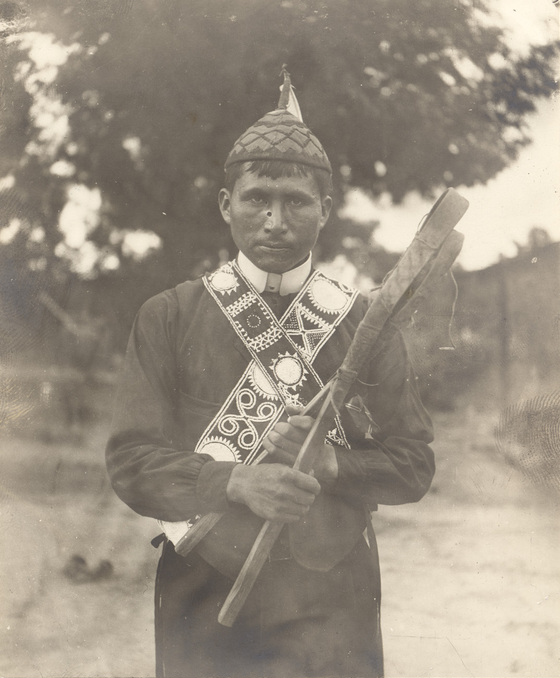
جيم توبي، ميسيسيبي تشوكتاو ، يستعد لمباراة كرة العصا في عام

كانت ألعاب كرة العصا التّقليدية في بعض الأحيان أحداثًا كبرى قد تستمرّ عدّة أيّام. سيشارك ما يصل مئة إلى ألف رجل من القرى أو القبائل المتعارضة. أقيمت المباريات في سهول مفتوحة تقع بين القريتين، ويمكن أن تتراوح الأهداف من 500 ياردة (460 م) إلى عدّة أميال. تمّ تحديد قواعد هذه الألعاب في اليوم السّابق. بشكل عام، لم يكن هناك خارج الحدود، ولا يمكن لمس الكرة بالأيدي. سيتمّ اختيار الأهداف على شكل صخور أو أشجار كبيرة؛ في السّنوات اللاحقة تمّ استخدام الأعمدة الخشبية. كان وقت اللعب غالبًا من شروق الشّمس حتى غروب الشمس.
بدأت المباراة برمي الكرة في الهواء واندفع الفريقان للإمساك بها. نظرًا للعدد الكبير من الّلاعبين المشاركين، كانت هذه الألعاب عمومًا تميل إلى إشراك حشدٍ كبيرٍ من اللاعبين الّذين يحتشدون بالكرة ويتحرّكون ببطء عبر الملعب. كان يُنظر إلى تمرير الكرة أنّها خدعة، وكان يُنظر إليه أنّه جبن لتفادي الخصم. كان رجال الطّب يعملون كمدرّبين، وكان عمل نساء القبيلة يقتصر عادة على تقديم المرطّبات للّاعبين والمراهنة على الخطوط الجانبية.
لعبت الّلعبة التّاريخية دورًا كبيرًا في الحفاظ على السّلام بين القبائل الّتي لعبتها. لم يتمّ استخدام الّلعبة كوسيلة لتسوية النّزاعات والمظالم بين القبائل العديدة فحسب، بل تمّ لعبها أيضًا لتقوية المحاربين الشّباب للقتال، وللتّرفيه، كجزء من المهرجانات، وللرّهانات المعنيّة. في كثير من الأحيان، قبل بدء المباراة، يتم تحديد الشروط والاتفاق عليها، ولن يكون أمام الفريق الخاسر خيار سوى قبول النتيجة. إذا لم تقبل القبيلة شروط اللعبة، فإن النزاع غالبًا ما ينتهي بالمعركة.
بالرغم من أنّ الجدول الزّمني التّاريخي للّعبة بأكمله مجزّأ، إلّا أنّه كانت هناك العديد من الألعاب الموثّّقة عبر التاريخ والتي لم تؤثّر على القبائل فحسب، بل على الأمّة ككل. في منتصف القرن السّابع عشر، كان مبشر يسوعي يُدعى جان دي بريبوف أول من كتب عن لعبة الأمريكيين الأصليين بعد أن شاهد شعب وياندوت يلعب. على الرّغم من أنّه أدان اللعبة بسبب عنفهم، فقد انبهر بها العديد من المستعمرين الإنجليز وبدأوا في لعب اللعبة بأنفسهم.
عام 1763، استخدمت قبيلة أوتاوا لعبة كرة العصا للدّخول إلى فورت ماكيناك. دعا زعيم أوتاوا، الرّئيس بونتياك، الجنود من الحصن لمشاهدة مباراة على شرف عيد ميلاد الملك. وبينما كان الجنود يستمتعون بالاحتفالات والترفيه، اقترب لاعبو أوتاوا بما يكفي للاندفاع إلى الحصن وقتلهم.
عام 1834، أظهر هنود كوجنواغا لعبة كرة العصا في مونتريال، كندا، اهتمّ العديد من الكندييّن بهذه اللعبة. وفي عام 1856، قام ويليام جورج بيرز بتدوين لعبة السّكان الأصليّين في لعبة الّلاكروس الحديثة.
لم يكن الأمر كذلك إلّا في منتصف وأواخر القرن العشرين تقريبًا عندما بدأت لعبة عصا الكرة تشهد انتعاشًا عبر المنطقة الجنوبيّة من أمريكا الشّمالية. وفي الوقت نفسه، صارت اللعبة لعبة شوارع في شمال شرق الولايات المتحدة.

### الفرق القبلية
على الرّغم من أنّ حجم الّلعبة قد تضاءل على مرّ السّنين، إلا أنّ "اللعبة التي يتم لعبها اليوم لا تختلف كثيرًا عن النسخة التاريخية".

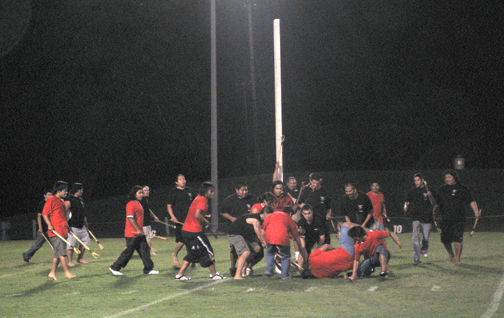
مباراة عصا الكرة في عطلة شيروكي الوطنية، تاهليكوا، أوكلاهوما، 2007

تمامًا مثل لعبة أسلاف القبائل، تعمل لعبة كرة العصا على جمع أفراد القبائل والمجتمعات معًا في ساحات المدارس والحَرم الجامعيّ في أنحاء الولايات الجنوبيّة. بدأت العديد من القبائل الجنوبيّة الشّرقية في الولايات المتّحدة في رؤية المزيد منَ الألعاب تُلعب في المهرجانات والبطولات القبليّة. تشهد لعبة كرة العصا الحديثة انتعاشًا كبيرًا لدرجة أن العديد من البطولات القبلية تقام سنويًا في جميع أنحاء البلاد، مثل ألعاب جيم ثورب ومهرجان عيد العمال في تشوكتاو. بطولة العالم، التي استضافتها فرقة ميسيسيبي من الشوكتو في فيلادلفيا، ميسيسيبي، هي "أكبر لعبة كرة قدم للسّكان الأصليين وأكثرها إثارة للجدل في البلاد."
تُلعب اللعبة اليوم في ملعب تبلغ مساحته حوالي مائة يارد تقريبًا بعمود أسطوانيّ طويلٍ أو مجموعة من الأعمدة في كل طرف من طرفيّ الملعب لتسجيل الأهداف. يتمّ تسجيل النّقاط عن طريق ضرب العمود بالكرة أو عصيّ الّلعبة أثناء الإمساك بالكرة أو الرّكض عبر مجموعة الأعمدة بالكرة. في الألعاب التّرفيهية، يتمّ الاحتفاظ بالتسجيل بشكل عام، في معظم الأحيان من قبل الجمهور أو عدد قليل من اللاعبين.
تاريخيًّا وحاليًّا، تبدأ كل مباراة بإلقاء كرة قفز في منتصف الملعب، حيث تتدافع مجموعات من الّلاعبين من كل فريق ويتقاتلون للحصول على الكرة وإطلاقها نحو المرمى بعصيّهم. وُصِفت بداية اللعبة بأنّها "تتدحرج فوق بعضها البعض في الغبار، وتجهد وتجر من أجل حيازة الكرة". 
بالرّغم من أنّ عدد الّلاعبين المشاركين في الّلعبة غير مهم إلى حدّ ما، إلا أنّ عدد الّلاعبين من كل فريق في الملعب يجب أن يكون متساويًا وعادة ما يكون حوالي ثلاثين من كل فريق. في العديد من المباريات، يتم تقسيم الّلاعبين إلى ثلاث مجموعات في الملعب. تقوم إحدى المجموعات أو "رجال القطب" بحراسة مرماهم لمنع الفريق الآخر من التّسجيل. المجموعة الثّانية تتوضع في وسط الملعب وتكون مسؤولة عن تحريك الكرة أسفل الملعب نحو المرمى لتسجيل النّقاط، أما المجموعة الثّالثة أو "العائدون" فيتجمعون حول عمود الخصم لمساعدة فريقهم على تسجيل النّقاط على المرمى. قطب الفريق المنافس. ونظرًا لطبيعة الّلعبة وعدد الّلاعبين الّذين يحاولون استعادة كرة واحدة، فلا يمكن تجنّب الإصابات.
كانت لعبة عصا الكرة وستظل دائمًا رياضة اتّصال كامل يتمّ لعبها بدون حشوة واقية وخوذات وفي معظم الحالات من دون أحذية. كانت الّلعبة السّابقة تحتوي على عدد قليل جدًا من القواعد، ولأنّ الّلعبة كانت تستخدم غالبًا كبديل للحرب، فقد حدثت وفيّات. أصبحت إصابات كرة العصا شائعةً اليوم، ومع ذلك، هناك قواعد معمول بها لمنع تعرّض اللاعبين لإصابات خطيرة. تتضمّن بعض القواعد الأكثر شيوعًا عدم لمس الكرة، وعدم تأرجح اللاعبين الآخرين بالعصيّ، وعدم الضّرب تحت الرّكبتين، واللاعب الوحيد الذي يمكن التدخل فيه هو اللاعب الذي بحوزته الكرة ويجب على اللاعب الذي يقوم بالتدخل أن يسقط عصيه أولا. 
في ألعاب كرة العصا المعاصرة، ليس من غير المعتاد رؤية النّساء يلعبن. لاعبات كرة العصا هنّ الّلاعبات الوحيدات في الملعب الّلاتي لا يُطلب منهنّ استخدام العصيّ ويُسمح لهنّ بالتقاط الكرة بأيديهنّ، بينما يُطلب من الرّجال دائمًا الّلعب بزوج من عصي كرة العصا. عادةً ما يتم تقسيم الفرق إلى رجال مقابل نساء في الألعاب الاجتماعيّة. سيعاني الرّجال من نوع من العقوبة أو الاستبعاد بسبب عدوانيتهم الشديدة تجاه اللاعبات، لكن ليس لدى النساء مثل هذه القيود على أساليب لعبهن. 

## طقوس ما قبل المباراة

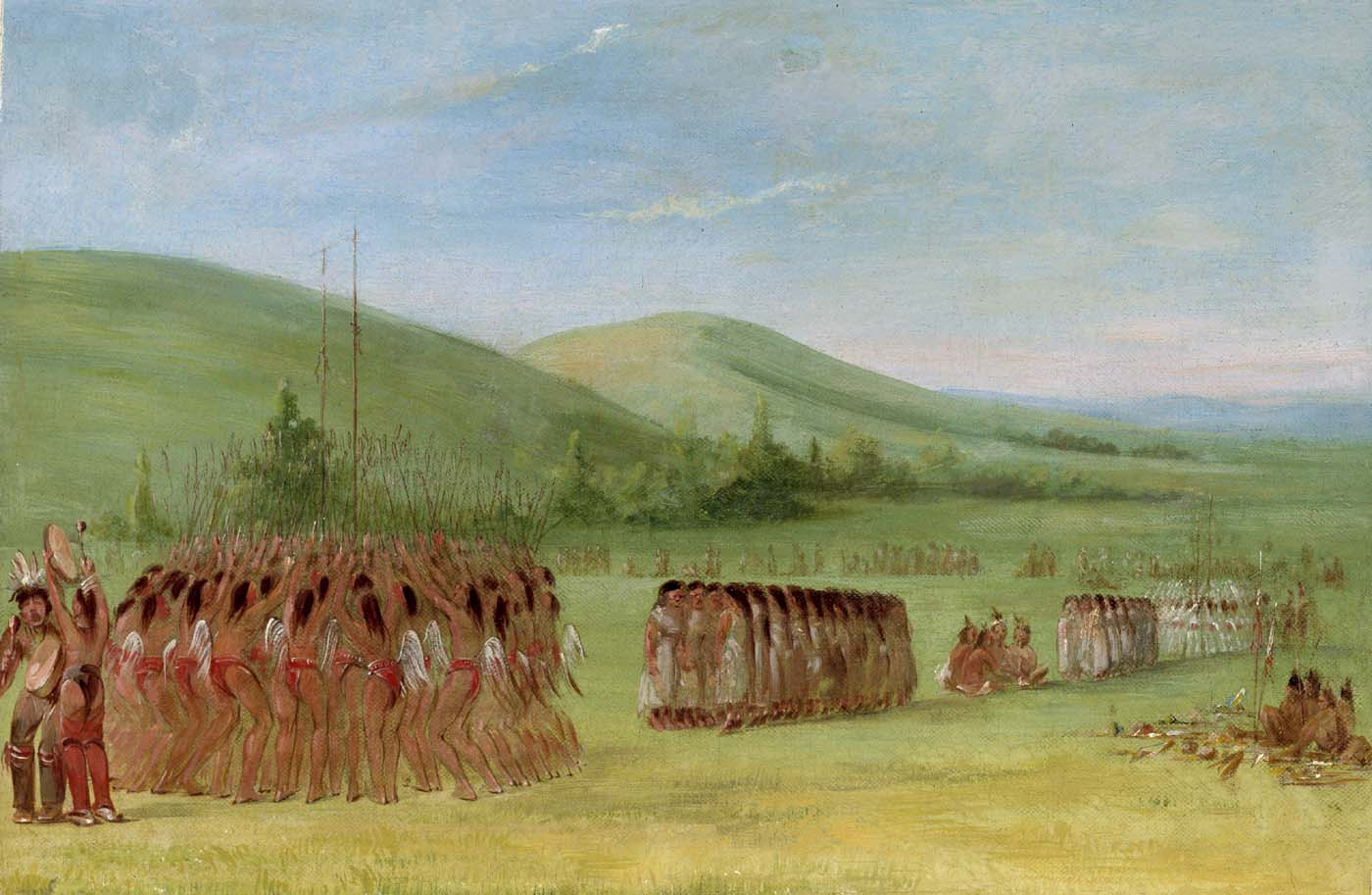
"رقصة اللعب بالكرة" لجورج كاتلين ، 1834. وقبل المباراة، أمضى اللاعبون وأنصارهم الليل في الغناء والرقص وطلب الدعم الإلهي.

كانت طقوس ما قبل الّلعبة مشابهة جدًا للطّقوس المرتبطة بالحرب. في الّليلة التّي سبقت المباراة، أقيمت رقصة قبلية شارك فيها معظم أفراد المجتمع. وتألّفت الرّقصات من طقوس استحضار وأغاني وممارسات روحية يعتقد أنّها تجلب الحظّ السّعيد للفريق. ارتدى اللاعبون شعارات احتفالية، وتم تقديم التضحيات، وتم الصراخ بالعبارات المقدسة لتخويف المعارضين. 
أجرى رجل الطّب طقوسًا لإعداد اللاعبين وعصيّهم. يأخذ الشّامان كل لاعب واحدًا تلو الآخر بعيدًا عن الرّقصة لأداء "الطّقوس الغامضة المعروفة بالذّهاب إلى الماء" وفي ذلك الوقت يبارك الشّامان الّلعبة ويتلقى كل لاعب خدوش طقسيّة قيل إنّها "تسبّب تدفق الدم". بحرية أكبر" خلال المباراة مما يضمن الفوز للفريق. في كثير من الحالات، كان الفوز باللعبة يعني الفوز في نزاع مع قبيلة أو مجتمع آخر.
قام اللاعبون بتزيّين أجسادهم بالطّلاء والفحم وعصيّهم أو رفوف العصيّ بأشياء تمثل الصّفات المرغوبة في الّلعبة. بالإضافة إلى التّدريب الرّياضي، تمّ فرض محرمات صارمة على ما يمكن للاعبين تناوله قبل المباراة. يصوم اللّاعبون ويُمنعون من تناول أطعمة معينة على أمل أن يؤدي غياب هذا الطّعام إلى تعزيز قدرة اللّاعب عقليًا وروحيًا وجسديًا على دفع الفريق نحو الفوز في اللعبة. 
في يوم المباراة، سارت الفرق إلى الملعب وكانت تبطّئها الطّقوس المستمرة. قبل المباراة، كان مطلوبًا من كل لاعب أن يضع رهانًا. أشياء مثل المناديل والسّكاكين والحليّ والخيول وحتى الزّوجات والأطفال ستكون على المحكّ. سيتمّ عرض الرّهانات على رفّ بالقرب من المتفرجين، وسيتم منح العناصر بشكل متناسب مع الفائز في كل ربع سنة.   وعندما انتهت المباراة أقيمت رقصة احتفالية أخرى مع وليمة كبيرة للاعبين الجائعين.

## معدات

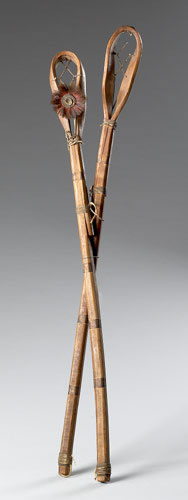
عصي كرة الشوكتو

اعتمادًا على القبيلة الّتي تلعب اللّعبة، يمكن لعب كرة العصا بواحد أو اثنين من العصيذ الخشبيّة المصنوعة من جذوع الأشجار أو شتلات الخشب الصّلب مثل الجوز. يتمّ ترقّق الخشب من أحد طرفيه ثمّ ثنيه وتثبيته بالمقبض ليشكل حلقة مربوطة بالجلد أو الشّريط الكهربائي. يتمّ شدّ الشّرائط الجلديّة عبر الجزء الخلفي من الحلقات الموجودة على العصي لتكوين شبكة بحيث يمكن التقاط الكرة واحتجازها في كوب العصا.
استخدمت بعض إصدارات كرة العصا تصميمات غير عاديّة للعصا، على سبيل المثال، في وادي سانت لورانس، تمّ لعب نسخة يشغل فيها الرّأس ثلثيّ العصا. في جنوب غرب الولايات المتّحدة، تمّ لعب نسخة ذات عصا مزدوجة بعصي يبلغ طولها حوالي قدمين ونصف.
كانت العديد من عصيّ كرة العصا المبكّرة عبارة عن ملاعق خشبيّة عملاقة بدون شبكة. النّوع الأكثر تقدّمًا كان له طرف واحد مثني إلى 4 إلى 5-بوصة (130 مـم) دائرة قطرها مملوءة بالشباك.  وكانت هذه الشباك مصنوعة من الواتب أو عصب الغزلان. 
يقوم العديد من اللّاعبين بتزيّين عصيّ اللّعب الخاصّة بهم بشعر الحيوانات مثل الخيول أو الرّاكون على أمل مطابقة الصّفات المرغوبة لذلك الحيوان المحدد، مثل السّرعة أو خفة الحركة. غالبًا ما تحتوي بعض العصيّ على منحوتات متقنة تهدف إلى مساعدة اللاعبين في اللعبة. كانت العصي ثمينة للغاية لدرجة أن العديد من اللاعبين طلبوا أن يتم دفنهم مع عصاهم بجانبهم. 
تشبه إلى حد كبير العصيّ المستخدمة في اللّعبة، كرة اللّعبة مصنوعة يدويًّا من "قماش محشوٍ بإحكام" وملفوفة بنسيج من الشّرائط الجلديّة. كانت بعض كرات كرة العصا المبكّرة مصنوعة من الخشب. والبعض الآخر مصنوع من جلد الغزال محشو بالشعر. كان قطرها عادة ثلاث بوصات. 

## أنظر أيضا
- ثقافة الشوكتو
- رابطة الأمم الأولى لاكروس
- كرة الفلين
- جيليداندا
- نصف مطاط
- فيتيلا
- لعبة الكريكيت في الشوارع